# Breutelia substricta
Breutelia substricta är en bladmossart som beskrevs av Robert Earle Magill 1987. Breutelia substricta ingår i släktet gullhårsmossor, och familjen Bartramiaceae. Inga underarter finns listade i Catalogue of Life.